# Robert Brännström
Robert Natanael Brännström, född 6 juli 1974 i Skellefteå, Västerbotten, är en svensk journalist, chefredaktör och ansvarig utgivare. Mellan 2005 och 2011 var han chefredaktör och ansvarig utgivare för IDG.se som är en webbplats inriktad på nyheter inom it- och teknikområdet. Därefter var han publisher för Bonnier Tidskrifters digitala verksamhet mellanåren 2011-2014.  
2014 grundade han tillsammans med Fredrik Strömberg och Peder Bonnier KIT – en digital publikation. KIT lanserades 16 april 2015. Brännström är chefredaktör och ansvarig utgivare för KIT.